# Nieuwehorne
Nieuwehorne (Fries: Nijhoarne, Stellingwerfs: Nijhoorn) is een dorp in de gemeente Heerenveen, in de Nederlandse provincie Friesland. Het ligt oostelijk van de plaats Heerenveen aan de Schoterlandseweg.
In 2023 kende het dorp 1.455 inwoners. Het vormt een tweelingdorp met het naastgelegen dorp Oudehorne. Tot 1980 viel het dorp Bontebok als een buurtschap onder Nieuwehorne.

## Geschiedenis
De plaats wordt in 1315 voor het eerst gemeld als Hoerne cum duabus capellis, duidend op de twee kapellen die zijn gelegen in Oudehorne en Nieuwehorne. Als plaats zelf is de eerste melding in 1408 als Nye Hoerne. In 1573 werd het vermeld als Nie Horn en in 1664 als Nye horn. De plaatsnaam zou verwijzen naar de nieuwe hoek (horn), ter onderscheiding van Oudehorne.
Tot de gemeentelijke herindeling van 1934 maakte Nieuwehorne, evenals het zusterdorp Oudehorne, deel uit van de gemeente Schoterland.
De kerk van Nieuwehorne dateert uit 1778.

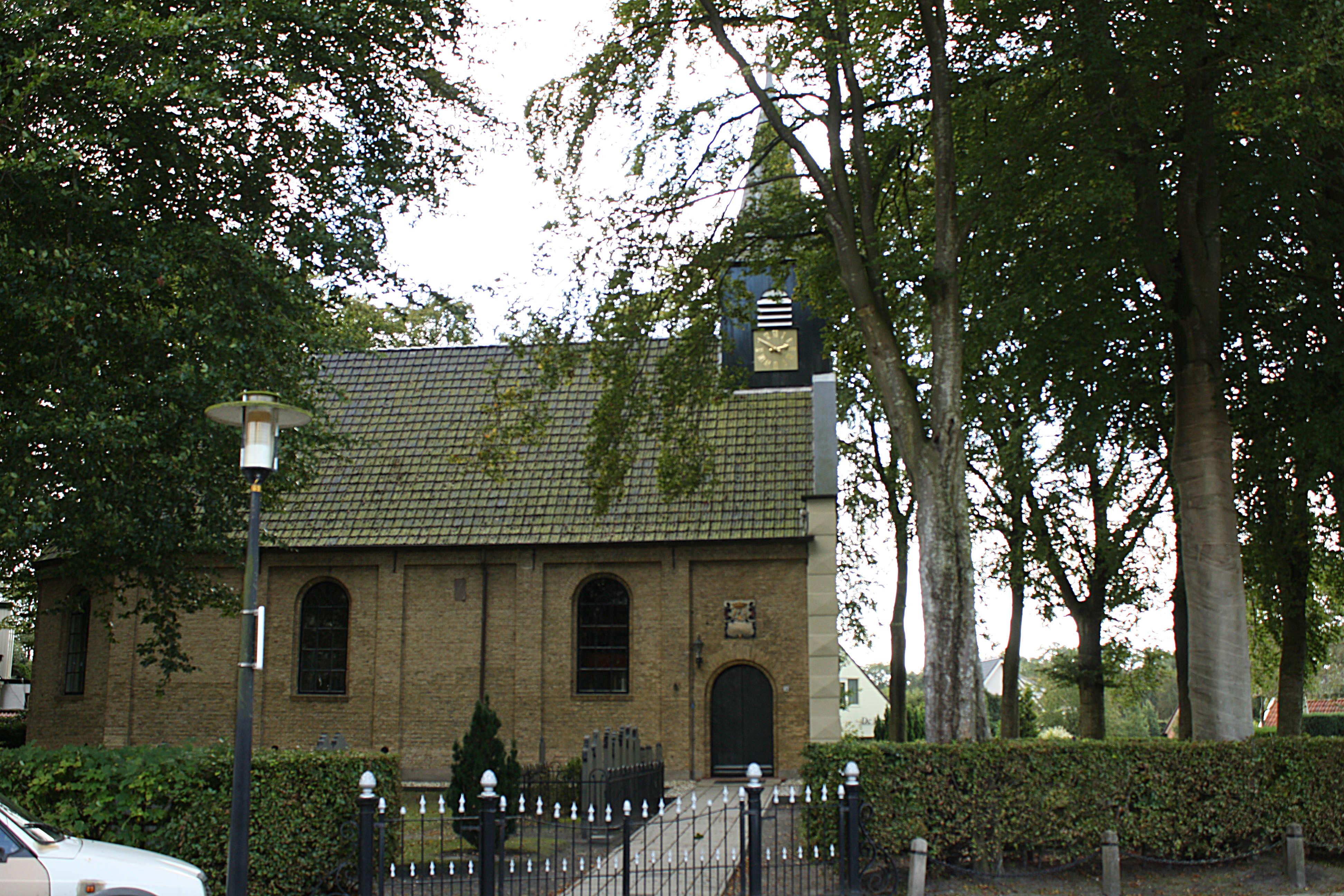
Kerk van Nieuwehorne

## Voorzieningen
In Nieuwehorne staan de Sevenaerschool (openbaar basisonderwijs) en het dorpshuis De Kiekenhof. 

## Cultuur
Het Flaeijelfeest is een jaarlijks evenement.
Bekendheid geniet het zangkoor Jan de Roas Sjongers dat genoemd is naar de Groninger straatzanger Jan de Roos (die staat ook bekend als Jan Roos).

## Sport
De sporten (zaal)voetbal, korfbal, volleybal, gymnastiek en survivalrun worden beoefend bij de sportvereniging UDIROS. Naast deze sporten kan er ook worden getennist bij tennisvereniging De Horne.